# Prima Categoria 1913–14
Prima Categoria 1913–14 là mùa giải thứ 17 của giải bóng đá hàng đầu Ý, với Casale là đội bóng giành ngôi vô địch.

## Quy định
Giải vô địch miền Bắc, là giải đấu chính, được chia thành ba bảng, mỗi bảng có mười câu lạc bộ, với mười tám ngày thi đấu, ngay cả khi bảng Đông không đủ số người tham gia.
Hai câu lạc bộ xuất sắc nhất của mỗi bảng sẽ vào vòng chung kết. Các câu lạc bộ xếp cuối sẽ phải xuống hạng.
Các nhóm thực nghiệm miền Nam có những quy định đặc biệt của riêng họ.

## Các đội bóng
US Alessandria của Piedmont, Liguria của Ligury, Nazionale Lombardia của Lombardy và Petrarca Padua đã được thăng hạng theo quy định quốc gia. Tuy nhiên, ủy ban địa phương Lombard cũng thăng hạng cho Juve Italia và AC Milanese Lambro, trong khi ủy ban địa phương Venetian cũng thăng hạng cho Udinese.
Sau thỏa thuận Baraldi-Baruffini, ba câu lạc bộ xuống hạng đã được bầu lại, trong khi Vigor Turin và Savona Calcio cũng được thăng hạng. Cuối cùng, Como và Brescia FC cũng được mời tham gia.

## Giải đấu chính

### Piedmont-Liguria

#### Xếp hạng
| VT | Đội          | ST | T  | H | B  | BT | BB | HS  | Đ  | Giành quyền tham dự    |
| -- | ------------ | -- | -- | - | -- | -- | -- | --- | -- | ---------------------- |
| 1  | Casale       | 18 | 15 | 1 | 2  | 65 | 11 | +54 | 31 | Tham dự vòng chung kết |
| 1  | Genoa        | 18 | 14 | 3 | 1  | 49 | 19 | +30 | 31 | Tham dự vòng chung kết |
| 3  | Pro Vercelli | 18 | 13 | 4 | 1  | 58 | 8  | +50 | 30 |                        |
| 4  | Torino       | 18 | 12 | 2 | 4  | 74 | 21 | +53 | 26 |                        |
| 5  | Alessandria  | 18 | 8  | 3 | 7  | 41 | 25 | +16 | 19 |                        |
| 6  | Andrea Doria | 18 | 6  | 2 | 10 | 24 | 48 | −24 | 14 |                        |
| 7  | Piemonte     | 18 | 4  | 2 | 12 | 24 | 64 | −40 | 10 |                        |
| 8  | Savona       | 18 | 3  | 3 | 12 | 27 | 57 | −30 | 9  |                        |
| 9  | Vigor Turin  | 18 | 3  | 2 | 13 | 28 | 55 | −27 | 8  |                        |
| 10 | Liguria (T)  | 18 | 0  | 2 | 16 | 11 | 93 | −82 | 2  | Được chọn lại          |

#### Kết quả
| Nhà \ Khách  | ALE | ADO | CSL | GEN | LIG  | PIE | PVE | SVN | TOR  | VTO |
| ------------ | --- | --- | --- | --- | ---- | --- | --- | --- | ---- | --- |
| Alessandria  |     | 4–0 | 1–3 | 1–3 | 7–0  | 3–0 | 1–1 | 4–1 | 1–2  | 0–0 |
| Andrea Doria | 2–2 |     | 0–1 | 3–5 | 2–1  | 4–1 | 0–1 | 2–0 | 0–6  | 1–0 |
| Casale       | 1–0 | 7–1 |     | 2–0 | 8–0  | 4–0 | 0–0 | 4–0 | 4–0  | 4–1 |
| Genoa        | 3–0 | 1–0 | 5–2 |     | 1–0  | 4–1 | 1–0 | 3–1 | 3–3  | 4–1 |
| Liguria      | 0–5 | 2–4 | 0–6 | 0–4 |      | 3–3 | 0–6 | 1–4 | 0–7  | 1–1 |
| Piemonte     | 0–3 | 3–0 | 0–9 | 2–7 | 4–1  |     | 0–2 | 2–2 | 0–11 | 2–1 |
| Pro Vercelli | 2–0 | 4–2 | 2–0 | 0–0 | 11–0 | 2–0 |     | 6–0 | 2–0  | 8–0 |
| Savona       | 0–3 | 0–0 | 0–3 | 1–1 | 7–1  | 2–4 | 1–5 |     | 0–4  | 6–2 |
| Torino       | 4–2 | 9–1 | 1–2 | 1–2 | 6–0  | 4–1 | 2–2 | 6–0 |      | 2–1 |
| Vigor Torino | 3–4 | 1–2 | 0–5 | 1–2 | 7–1  | 2–1 | 1–4 | 6–2 | 0–6  |     |

### Lombardy

#### Xếp hạng
| VT | Đội                   | ST | T  | H | B  | BT | BB | HS  | Đ  | Giành quyền tham dự    |
| -- | --------------------- | -- | -- | - | -- | -- | -- | --- | -- | ---------------------- |
| 1  | Internazionale        | 18 | 15 | 1 | 2  | 91 | 25 | +66 | 31 | Tham dự vòng chung kết |
| 2  | Juventus              | 18 | 13 | 2 | 3  | 67 | 24 | +43 | 28 | Tham dự vòng chung kết |
| 3  | Milan                 | 18 | 11 | 4 | 3  | 58 | 19 | +39 | 26 |                        |
| 4  | US Milanese           | 18 | 8  | 5 | 5  | 32 | 23 | +9  | 21 |                        |
| 5  | Novara                | 18 | 9  | 1 | 8  | 43 | 32 | +11 | 19 |                        |
| 6  | Nazionale Lombardia   | 18 | 8  | 2 | 8  | 45 | 53 | −8  | 18 |                        |
| 7  | Racing Libertas Milan | 18 | 6  | 2 | 10 | 26 | 58 | −32 | 14 |                        |
| 8  | Juventus Italia       | 18 | 4  | 3 | 11 | 14 | 48 | −34 | 11 |                        |
| 9  | Como                  | 18 | 2  | 3 | 13 | 17 | 58 | −41 | 7  |                        |
| 10 | AC Milanese (T)       | 18 | 1  | 3 | 14 | 23 | 76 | −53 | 5  | Được chọn lại          |

#### Kết quả
| Nhà \ Khách            | ACM  | COM | INT | JUV | JIT | MIL | NLO | NOV | RAC | USM |
| ---------------------- | ---- | --- | --- | --- | --- | --- | --- | --- | --- | --- |
| AC Milanese            |      | 8–3 | 1–1 | 1–1 | 1–1 | 1–6 | 3–5 | 0–3 | 0–2 | 0–8 |
| Como                   | 2–1  |     | 1–5 | 1–3 | 1–0 | 0–4 | 2–3 | 0–3 | 1–1 | 0–2 |
| Internazionale         | 15–0 | 5–1 |     | 6–1 | 5–0 | 5–2 | 9–1 | 1–3 | 5–2 | 3–1 |
| Juventus               | 6–1  | 9–0 | 7–2 |     | 6–0 | 2–1 | 5–0 | 1–3 | 3–1 | 4–0 |
| Juventus Italia        | 2–0  | 1–1 | 0–4 | 1–2 |     | 0–6 | 1–4 | 2–1 | 2–0 | 1–0 |
| Milan                  | 6–1  | 4–0 | 0–1 | 3–1 | 3–1 |     | 2–2 | 2–0 | 1–1 | 1–1 |
| Nazionale Lombardia    | 6–2  | 3–1 | 0–8 | 2–3 | 1–1 | 1–5 |     | 2–0 | 3–1 | 2–3 |
| Novara                 | 5–2  | 3–1 | 2–3 | 2–8 | 5–0 | 0–4 | 3–0 |     | 7–0 | 1–1 |
| Racing Libertas Milano | 2–1  | 3–2 | 3–8 | 0–5 | 2–0 | 1–7 | 2–9 | 2–1 |     | 2–1 |
| US Milanese            | 1–0  | 0–0 | 0–5 | 0–0 | 6–1 | 1–1 | 2–1 | 3–1 | 2–0 |     |

### Veneto-Emilia

#### Xếp hạng
| VT | Đội                  | ST | T  | H | B  | BT | BB | HS  | Đ  | Giành quyền tham dự    |
| -- | -------------------- | -- | -- | - | -- | -- | -- | --- | -- | ---------------------- |
| 1  | Vicenza              | 16 | 12 | 3 | 1  | 59 | 6  | +53 | 27 | Tham dự vòng chung kết |
| 1  | Hellas Verona        | 16 | 13 | 1 | 2  | 52 | 18 | +34 | 27 | Tham dự vòng chung kết |
| 3  | Modena               | 16 | 9  | 1 | 6  | 28 | 36 | −8  | 19 |                        |
| 4  | Venezia              | 16 | 7  | 4 | 5  | 44 | 19 | +25 | 18 |                        |
| 5  | Bologna              | 16 | 6  | 4 | 6  | 29 | 35 | −6  | 16 |                        |
| 6  | Brescia              | 16 | 6  | 2 | 8  | 33 | 40 | −7  | 14 |                        |
| 7  | Petrarca Padua       | 16 | 5  | 3 | 8  | 27 | 39 | −12 | 13 |                        |
| 8  | Volontari Venice (E) | 16 | 3  | 0 | 13 | 19 | 66 | −47 | 6  | Đã giải thể            |
| 9  | Udinese              | 16 | 1  | 2 | 13 | 21 | 53 | −32 | 4  |                        |

#### Kết quả
| Nhà \ Khách       | BOL | BRE | HEL | MOD  | PET | UDI | VEN | VIC | VOL  |
| ----------------- | --- | --- | --- | ---- | --- | --- | --- | --- | ---- |
| Bologna           |     | 1–1 | 3–1 | 1–1  | 3–0 | 3–1 | 2–0 | 0–2 | 3–0  |
| Brescia           | 3–1 |     | 2–5 | 3–4  | 0–0 | 2–1 | 5–1 | 0–4 | 7–0  |
| Hellas Verona     | 8–2 | 4–0 |     | 3–0  | 3–1 | 3–1 | 1–1 | 3–1 | 10–0 |
| Modena            | 2–0 | 4–2 | 1–2 |      | 2–1 | 5–1 | 2–0 | 0–4 | 2–0  |
| Petrarca Padova   | 2–2 | 1–2 | 2–4 | 2–0  |     | 6–3 | 4–3 | 0–4 | 4–1  |
| Udinese           | 2–2 | 5–1 | 0–2 | 1–2  | 0–2 |     | 0–7 | 1–1 | 4–5  |
| Venezia           | 4–1 | 2–0 | 0–1 | 10–0 | 1–1 | 5–0 |     | 1–1 | 2–0  |
| Vicenza           | 4–1 | 2–0 | 0–1 | 10–0 | 1–1 | 5–0 | 1–1 |     | 2–0  |
| Volontari Venezia | 2–5 | 1–5 | 0–2 | 2–3  | 6–1 | 2–1 | 0–6 | 0–5 |      |

### Vòng chung kết

#### Xếp hạng
| VT | Đội            | ST | T | H | B  | BT | BB | HS  | Đ  | Giành quyền tham dự     |
| -- | -------------- | -- | - | - | -- | -- | -- | --- | -- | ----------------------- |
| 1  | Casale (C)     | 10 | 8 | 0 | 2  | 15 | 6  | +9  | 16 | Vô địch và đủ điều kiện |
| 2  | Genoa          | 10 | 6 | 2 | 2  | 22 | 11 | +11 | 14 |                         |
| 3  | Internazionale | 10 | 4 | 3 | 3  | 22 | 16 | +6  | 11 |                         |
| 4  | Juventus       | 10 | 4 | 2 | 4  | 18 | 18 | 0   | 10 |                         |
| 5  | Vicenza        | 10 | 4 | 1 | 5  | 15 | 19 | −4  | 9  |                         |
| 6  | Hellas Verona  | 10 | 0 | 0 | 10 | 6  | 28 | −22 | 0  |                         |

#### Kết quả
| Nhà \ Khách    | CSL | GEN | HEL | INT | JUV | VIC |
| -------------- | --- | --- | --- | --- | --- | --- |
| Casale         |     | 2–0 | 2–0 | 1–0 | 2–0 | 2–0 |
| Genoa          | 1–2 |     | 3–0 | 1–1 | 4–1 | 2–0 |
| Hellas Verona  | 1–2 | 1–2 |     | 1–2 | 1–4 | 0–2 |
| Internazionale | 1–2 | 2–2 | 5–1 |     | 2–2 | 4–1 |
| Juventus       | 1–0 | 2–4 | 4–1 | 1–0 |     | 2–2 |
| Vicenza        | 2–0 | 0–3 | 2–0 | 4–5 | 2–1 |     |

## Giải đấu miền Trung-Nam Ý

### Tuscany
| VT | Đội                | ST | T  | H | B  | BT | BB | HS  | Đ  | Giành quyền tham dự     |
| -- | ------------------ | -- | -- | - | -- | -- | -- | --- | -- | ----------------------- |
| 1  | SPES Livorno (C)   | 14 | 12 | 2 | 0  | 46 | 15 | +31 | 26 | Vô địch và đủ điều kiện |
| 2  | Firenze            | 14 | 9  | 2 | 3  | 36 | 17 | +19 | 20 |                         |
| 3  | Virtus Juventusque | 14 | 9  | 1 | 4  | 30 | 14 | +16 | 19 |                         |
| 4  | Libertas Firenze   | 14 | 7  | 2 | 5  | 21 | 16 | +5  | 16 |                         |
| 5  | Itala Firenze      | 14 | 6  | 1 | 7  | 25 | 28 | −3  | 13 |                         |
| 6  | Pisa               | 14 | 3  | 2 | 9  | 14 | 19 | −5  | 8  |                         |
| 7  | Lucca              | 14 | 2  | 1 | 11 | 13 | 46 | −33 | 5  |                         |
| 8  | Prato              | 14 | 2  | 1 | 11 | 9  | 39 | −30 | 5  |                         |

| Nhà \ Khách        | CSF | ITA | LIB | LUC | PIS | PRA | SLI | VJU |
| ------------------ | --- | --- | --- | --- | --- | --- | --- | --- |
| Firenze            |     | 3–1 | 1–2 | 5–1 | 1–1 | 3–0 | 1–1 | 2–0 |
| Itala Firenze      | 1–3 |     | 1–2 | 2–0 | 1–0 | 2–0 | 1–1 | 1–5 |
| Libertas Firenze   | 0–2 | 3–2 |     | 5–1 | 1–1 | 2–0 | 1–3 | 0–1 |
| Lucca              | 3–6 | 2–7 | 1–4 |     | 0–2 | 2–3 | 0–4 | 1–4 |
| Pisa               | 0–1 | 0–1 | 0–1 | 0–1 |     | 5–0 | 1–3 | 2–1 |
| Prato              | 0–4 | 1–3 | 0–0 | 0–1 | 3–1 |     | 1–2 | 0–3 |
| SPES Livorno       | 5–3 | 3–2 | 3–1 | 5–1 | 0–2 | 2–3 |     | 1–4 |
| Virtus Juventusque | 2–1 | 5–0 | 1–0 | 0–0 | 4–1 | 2–0 | 1–3 |     |

SPES Livorno tiến vào chung kết miền Trung.

### Lazio
| VT | Đội           | ST | T  | H | B | BT | BB | HS  | Đ  | Giành quyền tham dự     |
| -- | ------------- | -- | -- | - | - | -- | -- | --- | -- | ----------------------- |
| 1  | Lazio         | 10 | 10 | 0 | 0 | 52 | 5  | +47 | 20 | Vô địch và đủ điều kiện |
| 2  | Roman         | 10 | 7  | 1 | 2 | 26 | 9  | +17 | 15 |                         |
| 3  | Juventus Roma | 10 | 4  | 1 | 5 | 12 | 21 | −9  | 9  |                         |
| 4  | Fortitudo     | 10 | 2  | 2 | 6 | 13 | 35 | −22 | 6  |                         |
| 5  | Audace Roma   | 10 | 3  | 0 | 7 | 9  | 29 | −20 | 6  |                         |
| 6  | Pro Roma      | 10 | 2  | 0 | 8 | 19 | 32 | −13 | 4  |                         |

| Nhà \ Khách   | AUE  | AUJ | FOR | LAZ | PRO | ROM |
| ------------- | ---- | --- | --- | --- | --- | --- |
| Audace Roma   |      | 3–2 | 2–0 | 0–4 | 1–0 | 0–1 |
| Juventus Roma | 2–0  |     | 1–0 | 1–6 | 1–0 | 0–4 |
| Fortitudo     | 4–2  | 2–2 |     | 0–7 | 5–4 | 1–1 |
| Lazio         | 3–0  | 2–0 | 9–0 |     | 9–0 | 3–1 |
| Pro Roma      | 10–1 | 1–2 | 2–1 | 1–6 |     | 0–2 |
| Roman         | 3–0  | 3–1 | 5–0 | 2–3 | 4–1 |     |

Lazio tiến vào chung kết miền Trung.

### Campania (chung kết miền Nam)

#### Lượt đi
| Đội 1  | Tỉ số | Đội 2                 |
| ------ | ----- | --------------------- |
| Naples | 1–1   | Internazionale Napoli |

#### Lượt về
| Đội 1                 | Tỉ số | Đội 2  |
| --------------------- | ----- | ------ |
| Internazionale Napoli | 2–1   | Naples |

Internazionale Napoli thắng với tổng tỷ số 3–2, tiến vào chung kết Trung–Nam.

### Chung kết miền Trung

#### Lượt đi
| Đội 1        | Tỉ số | Đội 2 |
| ------------ | ----- | ----- |
| SPES Livorno | 0–3   | Lazio |

#### Lượt về
| Đội 1 | Tỉ số | Đội 2        |
| ----- | ----- | ------------ |
| Lazio | 1–0   | SPES Livorno |

Lazio thắng với tổng tỷ số 4–0, tiến vào chung kết Trung–Nam.

### Chung kết Trung–Nam

#### Lượt đi
| Đội 1 | Tỉ số | Đội 2                 |
| ----- | ----- | --------------------- |
| Lazio | 1–0   | Internazionale Napoli |

#### Lượt về
| Đội 1                 | Tỉ số | Đội 2 |
| --------------------- | ----- | ----- |
| Internazionale Napoli | 0–8   | Lazio |

Lazio thắng với tổng tỷ số 9–0, tiến vào chung kết Quốc gia.

## Chung kết Quốc gia
Thi đấu vào ngày 5 và 12/7/1914.
| Đội 1  | TTS | Đội 2 | Lượt đi | Lượt về |
| ------ | --- | ----- | ------- | ------- |
| Casale | 9–1 | Lazio | 7–1     | 2–0     |